# Христов, Георгий
Гео́ргий Гео́ргиев Хри́стов (болг. Георги Георгиев Христов; 10 января 1985, Пловдив, Болгария) — болгарский футболист, нападающий.

## Карьера

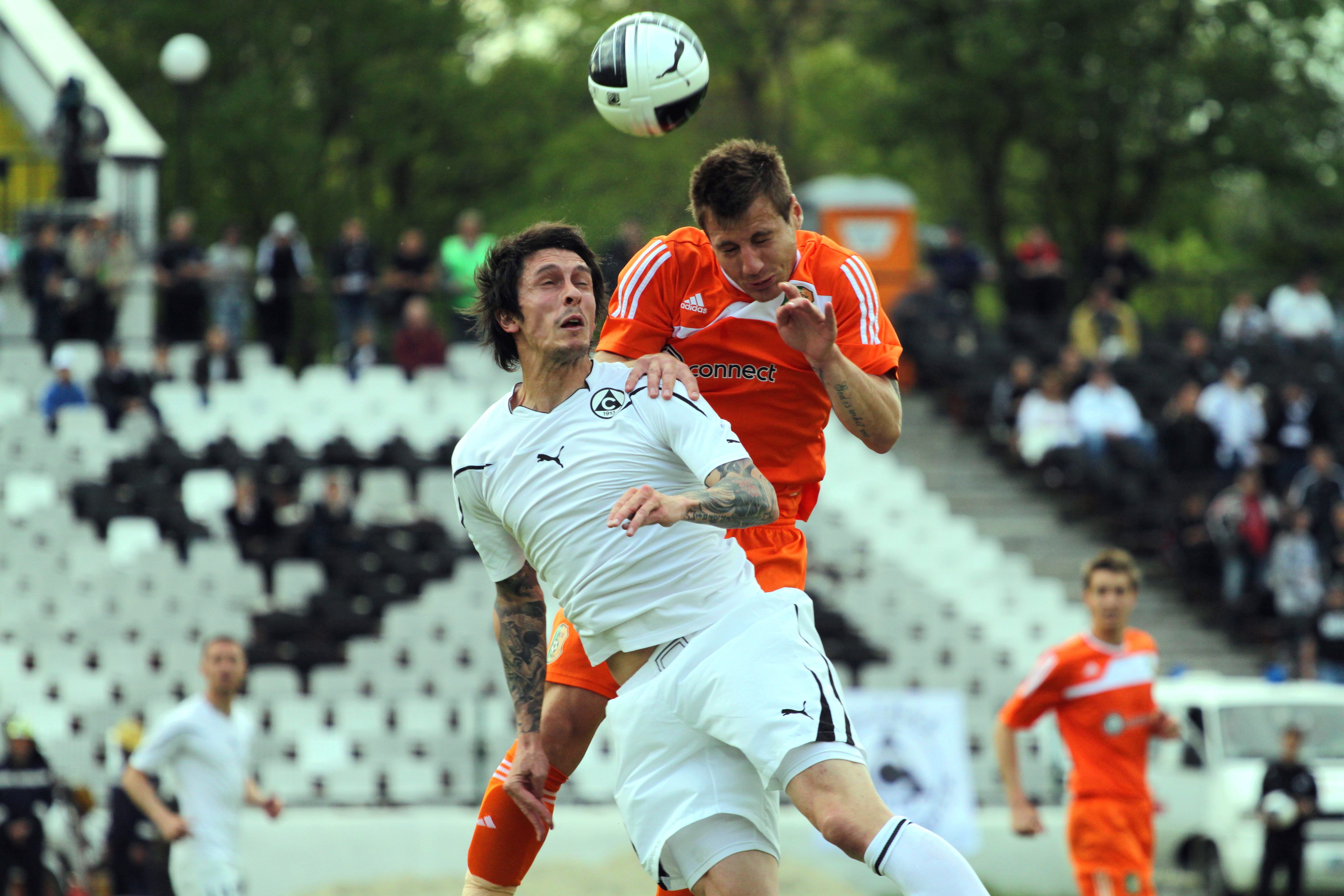
Георгий Христов в борьбе за мяч

Христов вырос в составе академии «Марица» из города Пловдив. Дебютировал за взрослую команду в сезоне 2002/03 и играл за «Марицу» до 2007 года. В сезоне 2005/06 стал лучшим бомбардиром группы «Б» ПФГ, забив 18 голов, в том же сезоне был выбран лучшим футболистом группы «Б» по мнению игроков.
В 2007 году был приглашён в «Ботев» и в его составе в сезоне 2007/08 завоевал титул лучшего бомбардира в «Группе А», забив 19 голов. После сезона 2007/08 на правах свободного агента перешёл в «Левски», где провёл два сезона, позднее играл в Болгарии за софийские «Славию» и «Локомотив» и ненадолго уходил в зарубежные клубы — польскую «Вислу» (Краков) и израильский «Ашдод».
С 2013 года в течение шести сезонов играл в низших лигах США за «Тампа-Бэй Раудис». Забил более 50 голов.